# Aipytos (Sohn des Kresphontes)
Aipytos (altgriechisch Αἴπυτος Aípytos) ist in der griechischen Mythologie ein König von Messenien.
Aipytos war ein Sohn des Kresphontes, des ersten Heraklidenkönigs von Messenien, und der Merope, der Tochter des Kypselos. Damit war er ein Urenkel des gleichnamigen Königs von Arkadien. Bei einem Aufstand kamen sein Vater und seine Brüder ums Leben, während er gerettet wurde. Später gelang es ihm, die Herrschaft in Messenien, dem Reich seines Vaters, zu übernehmen.

## Versionen des Mythos
Nach Pausanias wurde Kresphontes als Volksfreund von adligen Messeniern zusammen mit fast allen seinen Söhnen getötet; nur Aipytos, der noch im Kindesalter stand, überlebte und wurde zu seinem Großvater Kypselos in die arkadische Stadt Trapezous geschafft, wo er aufwuchs. Nachdem er das Mannesalter erreicht hatte, konnte er mit Hilfe der Arkader unter Führung des Holaias, des Bruders der Merope, und der Herakliden von Argos und Sparta Messenien zurückerobern. Er bestrafte die Mörder seines Vaters und gewann die Adligen durch Ehrerbietung sowie das Volk mit Geschenken für sich. Durch seine kluge Regierung erreichte er derartigen Ruhm, dass seine Nachkommen nicht mehr Herakliden, sondern Aipytiden genannt wurden. Sein Sohn Glaukos folgte ihm auf den Thron.
Ein erhaltenes Fragment des Nikolaos von Damaskus erzählt, dass Merope ihren Sohn Aipytos zur Welt brachte, als sie gerade ihren Vater in Trapezus besuchte. Nach der Beseitigung des Kresphontes lockten dessen Mörder Aipytos’ Brüder durch Überlistung des Kypselos zu sich und töteten sie. Aipytos entging diesem Schicksal, weil er bei Kypselos blieb. Im Anschluss an seine spätere Rückführung bestrafte er die Mörder, war aber – anders als bei Pausanias – kein populärer König.
Die Rückkehr des Aipytos verarbeitete Euripides in seiner verlorenen Tragödie Kresphontes, nannte aber den Sohn der Merope nicht Aipytos, sondern nach dem Vater Kresphontes. Späterer mythographischer Tradition, insbesondere der Bibliotheke des Apollodor und Hyginus Mythographus, diente Euripides’ Drama als Hauptquelle.
Laut der Bibliotheke des Apollodor wurde Kresphontes nach kurzer Regierung zusammen mit zwei seiner Söhne ermordet, woraufhin der Heraklide Polyphontes auf den Thron kam. Dieser vermählte sich mit Merope gegen ihren Willen, wurde aber später von ihrem dritten, bei ihrem Vater aufgewachsenen Sohn Aipytos getötet, der nun die Herrschaft übernahm.
Hyginus führt aus, dass Polyphontes, nachdem er Kresphontes ermordet und dessen Witwe Merope zur Heirat mit ihm gezwungen hatte, ihren zu einem ätolischen Verbündeten in Sicherheit gebrachten kleinen Sohn, der bei Hyginus Telephontes heißt, nachstellte und für dessen Tötung eine Prämie in Gold aussetzte. Herangewachsen begab Telephontes sich unerkannt zu Polyphontes, behauptete, Meropes Sohn getötet zu haben und verlangte die dafür ausgesetzte Belohnung. Fast wäre er von Merope, die ihn für den Mörder ihres Sohnes hielt, im Schlaf mit einer Axt erschlagen worden, doch erkannte ein alter Mann ihn rechtzeitig wieder. Merope versöhnte sich nun scheinbar mit Polyphontes und half dann ihrem Sohn, Polyphontes bei einem Dankopfer zu ermorden.